# Holsteen-Klasse
Die Holsteen-Klasse war eine Klasse von drei 60-Kanonen-Linienschiffen der dänisch-norwegischen Marine, die von 1774 bis 1811 in Dienst stand.

## Einheiten
| Name      | Bauwerft              | Kiellegung   | Stapellauf     | Indienststellung | Verbleib |
| --------- | --------------------- | ------------ | -------------- | ---------------- | --- |
| Holsteen  | Orlogsværftet, Nyholm | 23. Mai 1770 | 11. April 1772 | 1774             | Am 2. April 1801 (Seeschlacht von Kopenhagen) durch die Royal Navy erbeutet, als HMS Holstein 1805 in Dienst, später umbenannt in HMS Nassau und November 1811 verkauft |
| Dannebrog |                       |              | 1772           |                  | Am 2. April 1801 (Seeschlacht von Kopenhagen) versenkt |
| Wagrien   |                       |              | 1773           |                  | An Seeschlacht von Kopenhagen beteiligt |

## Technische Beschreibung
Die Klasse war als Batterieschiff mit zwei durchgehenden Geschützdecks konzipiert und hatte eine Länge von 49,63 Metern, eine Breite von 13,27 Metern und einen Tiefgang von 5,66 Metern. Sie waren Rahsegler mit drei Masten (Fockmast, Großmast und Kreuzmast). Der Rumpf schloss im Heckbereich mit einem Heckspiegel, in den Galerien integriert waren, die in die seitlich angebrachten Seitengalerien mündeten.
Die Besatzung hatte eine Stärke von 559 Mann. Die Bewaffnung der Klasse bestand bei Indienststellung aus 60 Kanonen.
|                 | Unteres Batteriedeck    | Oberes Batteriedeck     | Backdeck                                        | Achterdeck                 | Kanonen (Geschossgewicht) |
| --------------- | ----------------------- | ----------------------- | ----------------------------------------------- | -------------------------- | ------------------------- |
| Design          | 22 × 24-Pfünder-Kanonen | 24 × 12-Pfünder-Kanonen | 12 × 8-Pfünder-Kanonen                          | 12 × 8-Pfünder-Kanonen     | 60 Kanonen (239,904 kg)   |
| 1805 (Holstein) | 26 × 24-Pfünder-Kanonen | 26 × 18-Pfünder-Kanonen | 4 × 9-Pfünder-Kanonen 2 × 24-Pfünder-Karronaden | 12 × 24-Pfünder-Karronaden | 70 Geschütze (331,962 kg) |